# Adolf Spemann
Adolf Spemann (né le 12 mars 1886 à Menton, mort le 10 octobre 1964 à Garmisch-Partenkirchen) est un éditeur allemand.

## Biographie
Adolf Spemann est le fils de l'éditeur Wilhelm Spemann. Parmi ses cinq frères et sœurs, il y a l'éditeur Gottfried Spemann et le biologiste Hans Spemann. Après un apprentissage en librairie, il étudie dans plusieurs universités les histoires de la philosophie, de l'art, de la littérature et de la musique. En 1910, il obtient un doctorat à l'université de Wurtzbourg avec une thèse sur Johann Heinrich Dannecker. La même année, il intègre Engelhorn Verlag (de) et en devient l'unique propriétaire en 1937.
Au sein de l'Association des éditeurs et des libraires allemands, Spemann est membre du comité du département avec les pays étrangers et secrétaire de la Société Max Reger. Dans la Chambre de la littérature du Reich, Spemann préside le département des éditeurs.
Après la Seconde Guerre mondiale, Adolf Spemann dirige Engelhorn Verlag jusqu'à son rachat en 1956 par Deutsche Verlags-Anstalt.

## Source de la traduction
- (de) Cet article est partiellement ou en totalité issu de l’article de Wikipédia en allemand intitulé « Adolf Spemann » (voir la liste des auteurs).